# Mladá Boleslav (hrad)
Mladoboleslavský hrad stojí na ostrožně nad soutokem Klenice a Jizery, při jižním okraji Staroměstského náměstí v Mladé Boleslavi. Od roku 1967 je chráněn jako kulturní památka.

## Historie

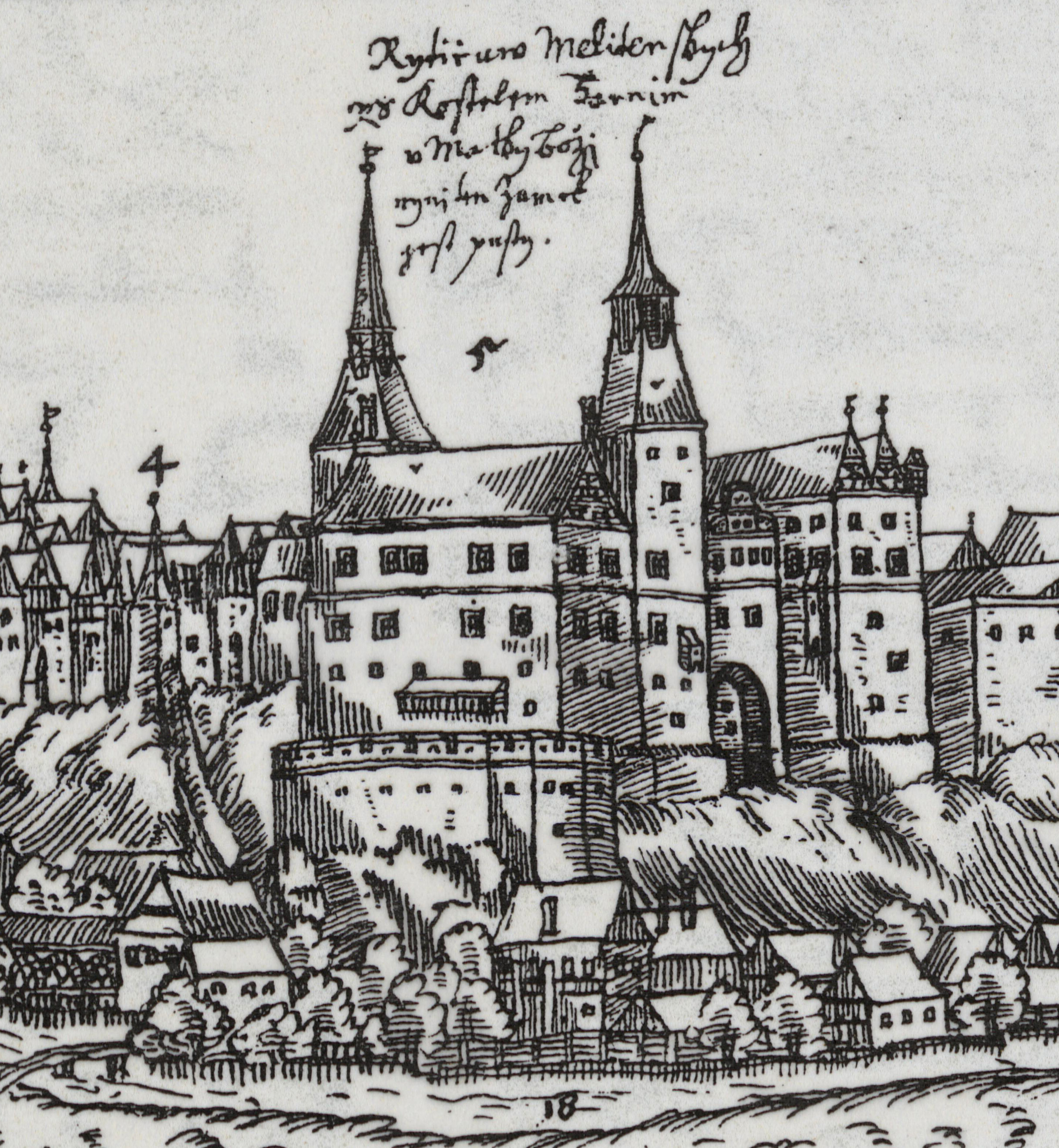
Nejstarší známá podoba hradu na vedutě Mladé Boleslavi od Jana Willenberga z roku 1602

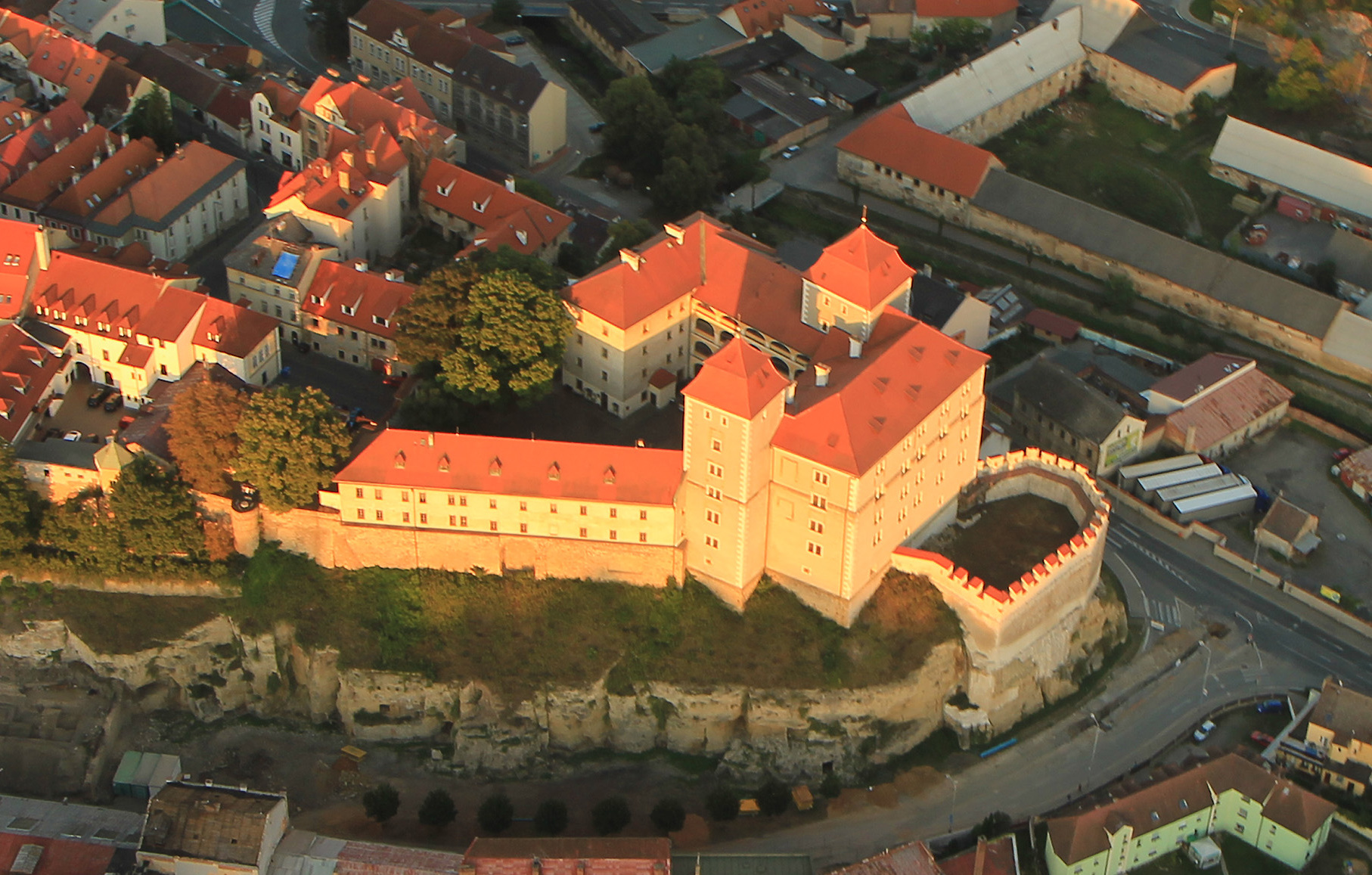
Letecký snímek hradu

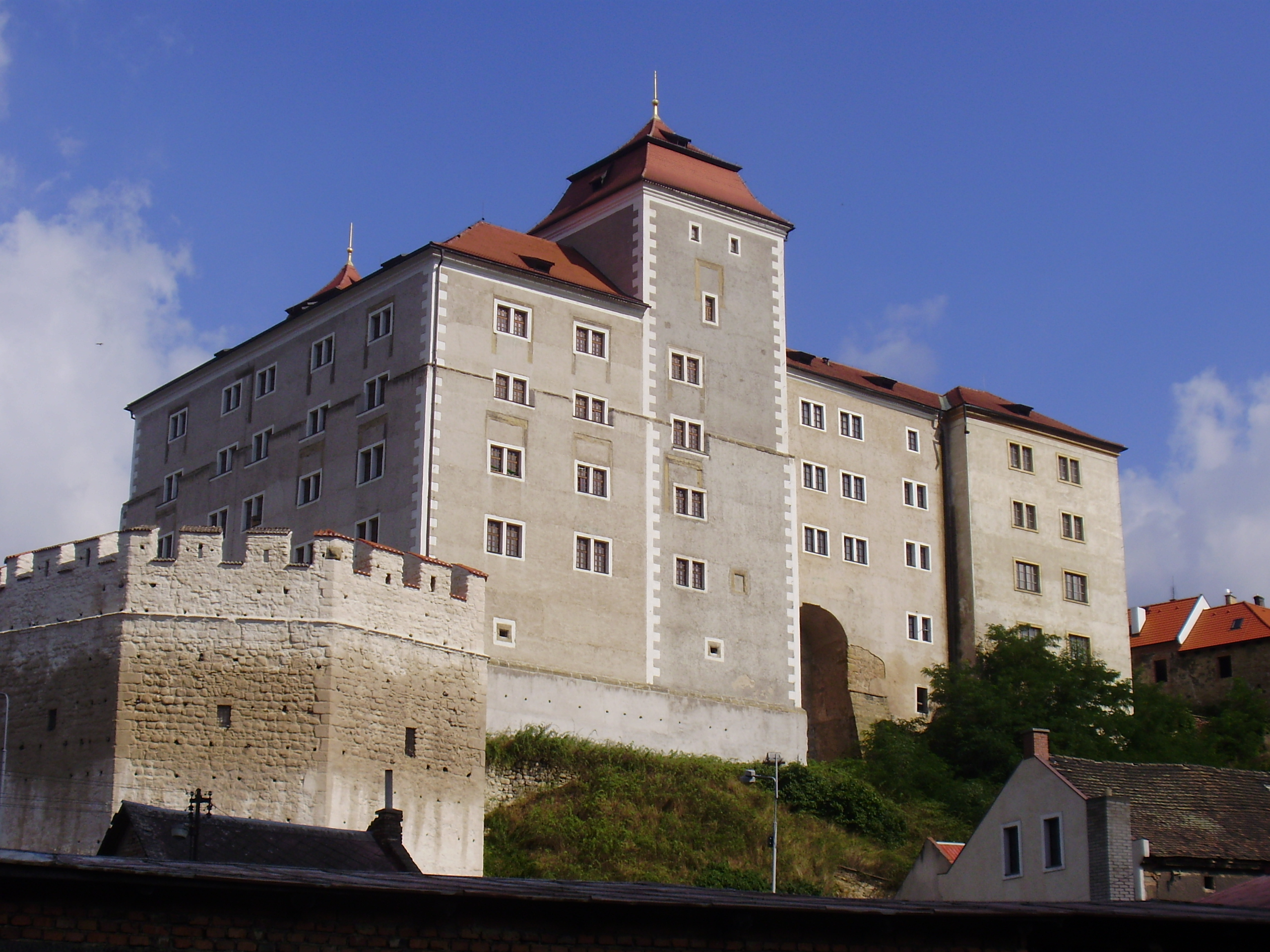
Hradní palác

Prostor současného Staroměstského náměstí byl osídlen již v pravěku, archeologicky je zde doložena existence opevněného sídliště lidu lužické kultury.  Vlastnímu hradu předcházelo raně středověké hradiště, založené nejpozději na přelomu 10. a 11. století. To v roli mocenského a správního centra Pojizeří nejspíše nahradilo nedaleké hradiště Chlum zřejmě násilně zničené během sjednocování Čech Přemyslovci. Přemyslovské hradiště zaujímalo celou plochu ostrožny od jejího úzkého uzavření na jihu přes dnešní Staroměstské náměstí přinejmenším až k dnešním ulicím Kateřiny Militké a Starofarní. Zde byla ostrožna nejpřístupnější, takže hradiště musel z této strany chránit val s opevněním. Boky i prostor současného hradu využívaly přirozené ochrany dané terénem, neboť v těchto místech ostrožna prudce klesá skalními srázy na západě do údolí Jizery, na východě do údolí Klenice. 
Hradiště, pravděpodobně nesoucí jméno podle některého Boleslava z rodu přemyslovských knížat, dostalo kvůli potřebě odlišit toto nové hradiště od staršího stejnojmenného přemyslovského hradiště na Labi, dnešní Staré Boleslavi, přívlastek mladý či menší. V rámci hradské správy přemyslovských Čech se hradiště stalo správním centrem Pojizeří a celého českého severovýchodu. Mladá Boleslav se tak stala místem, odkud kastelán, knížecí úředník, spravoval hradský obvod. Kastelánským sídlem se stala nejbezpečnější část hradiště, jeho jižní okraj, terénně nejlépe chráněný, kde vznikly zprvu dřevěné objekty, snad již s nějakou formou opevnění vůči zbytku hradiště.
Po polovině 13. století zde vznikl královský hrad, ale jeho role jako hlavního správního centra se postupně ztrácela, i proto, že Boleslavsko a Pojizeří se stalo oblastí, kam se upřel majetkový zájem rozvětveného velmožského rodu Markvarticů. V držení panovníka zůstával mladoboleslavský hrad i v prvních desetiletích 14. století, jeho bezprostřední okolí však již bylo v držení pánů z Michalovic, jedné z odnoží Markvarticů. Nejpozději v roce 1334, kdy bylo na ploše původního hradiště formálně vysazeno poddanské město Mladá Boleslav, však boleslavský hrad již patřil michalovickým pánům. Jejich hlavním rodovým sídlem však byly nedaleké Michalovice. Mladoboleslavský hrad byl Michalovici významně stavebně upraven do podoby městského hradu. Po smrti posledního michalovického pána, Jindřicha II. Kruhlaty, se rozsáhlý rodový majetek dostal do držení nejprve Tovačovských z Cimburka a od počátku 16. století Krajířů z Krajku.
Boleslavským Krajířům hrad sloužil jako hlavní sídlo, i proto prošel hned několika významnými přestavbami, které hradnímu areálu daly goticko-renesanční podobu. Když se městu Mladá Boleslav podařilo v roce 1595 vykoupit se z poddanství, hrad postupně ztratil rezidenční charakter. Městská obec měla velký zájem o jeho získání, ale jak kvůli majetkovým sporům tak i kvůli událostem třicetileté války k tomu došlo až po polovině 17. století. To však byl hrad již částečnou ruinou, protože především na sklonku třicetileté války byl střídavě sídlem císařské a švédské posádky a několikrát se o něj bojovalo. K devastaci hradu přispělo i to, že bezprostředně po skončení války se hrad stal zdrojem stavebního materiálu potřebného k opravám měšťanských domů.
V polovině 18. století hradní areál převzal stát a hrad byl od roku 1752 přestavován na kasárna, jež měla z města vytvořit vojenský opěrný bod mezi Terezínem a Josefovem. Kapacita kasáren dostačovala pro ubytování šesti kompanií vojska po 113 mužích. Stav, vzešlý z této přestavby, trvá vlastně až do dnešní doby. Hradní kasárna sloužila vojenským účelům po dvě století. Vystřídaly se zde generace vojáků rakouské armády, po nich zde až do roku 1953 působila československá armáda. Od roku 1940 do počátku roku 1943 kasárenský areál sloužil jako internační středisko pro židovské občany z Mladé Boleslavi i z širšího okolí před jejich transporty do koncentračních táborů.
Poté co kasárna přestala vyhovovat vojenským potřebám, byl využíván jako sklad textilu. Od roku 1972 byl zdevastovaný hrad předán tehdejšímu Okresnímu muzeu Mladá Boleslav a bylo započato s rekonstrukcí celého objektu. Dnes na mladoboleslavském hradě sídlí hlavní pracoviště Muzea Mladoboleslavska, v palácovém křídle je umístěn Státní okresní archiv Mladá Boleslav.

## Stavební podoba
Stopy po pravěkém a raně středověkém hradišti zanikly při výstavbě a úpravách hradu i města. Nejstarší zlomkovité stavební fragmenty – část hradby oddělující hrad od sídelní oblasti v prostoru Staroměstského náměstí proti lze zařadit do 13. století. I o stavební podobě hradu ve 14. století se můžeme jen dohadovat, dochovaných architektonických prvků je málo. Snad ještě na sklonku 15. století vznikl i bollwerk, mohutná bašta chránící hrad ze strany údolí Jizery. Tím, kdo dal mladoboleslavskému hradu základy dnešní podoby byl nejprve Jan ze Šelmberka  a po něm Krajířové z Krajku. Právě za Šelmberků započala velkorysá goticko-renesanční přestavba, snad za účasti významného stavitele, kterým byl Benedikt Rejt. Za autora renesanční přestavby v druhé půli 16. století je považován italský stavitel Matteo Borgorelli, dvorní krajířovský stavitel. Ten dal hradu podobu reprezentativního sídla zámeckého typu, s hlavním palácem mezi dvěma věžemi.
Přestavba zdevastovaného hradu na kasárna, prováděná od roku 1752 do roku 1783, kdy byla předána vojsku, připravila hrad o velkou část hodnotných architektonických detailů a jejím výsledkem byla strohá kasárenská podoba. Palácová budova byla přeměněna na čtyřpodlažní, přičemž byly sneseny klenby a nahrazeny trámovými stropy. Rovněž velká renesanční okna byla zaměněna za menší. Střechy na věžích byly sníženy a opatřeny valbovými hřebeny. Původně samostatně stojící severní křídlo bylo spojeno s východním a značně zvětšeno. K úplnému dokončení stavebních prací včetně terénních úprav došlo až v roce 1783. Stav, vzešlý z této přestavby, trvá vlastně až do dnešní doby. Stavební vývoj zámku byl ukončen vybudováním nízkého hospodářského traktu na západní straně nádvoří v roce 1890 a jeho drobnou přístavbou v roce 1910.